# Silviu Lung
Silviu Lung   (Sânmiclăuș, 9 de setembre de 1956) és un exfutbolista romanès, que ocupava la posició de porter.

## Biografia
Silviu Lung va néixer el 9 de setembre de 1956 a Sânmiclăuș, Satu Mare i va començar a jugar a futbol l'any 1971 al Victoria Carei de la Divizia C, ajudat per una norma que imposava la Federació Romanesa de Futbol, que era l'ús d'un jugador júnior en els partits. de les lligues inferiors.
Va debutar a la Divizia A amb el Universitatea Craiova, el 29 d'agost de 1974 en una victòria per 1-0 contra Politehnica Timișoara. Lung va jugar 14 temporades amb la Universitat Craiova, formant part de la generació "Craiova Maxima", ajudant-los a guanyar dos títols de lliga consecutius el 1980 i el 1981, en el primer va contribuir amb només 3 aparicions perquè li van diagnosticar hepatitis i en el segon va jugar 20 partits. També va guanyar la Cupa României quatre vegades, els anys 1977, 1978, 1981 i 1983. Silviu Lung va ser una part integral de l'equip de "U" Craiova que va arribar a les semifinals de la Copa de la UEFA de 1982–83 en les quals va fer 10 aparicions a la campanya. El 1988, es va unir al Steaua București i va guanyar el Doble en la seva primera temporada, jugant en 29 partits de la Divizia A, ajudant també al club a arribar a la final de la Copa d'Europa 1988-89, jugant 9 partits a la campanya, inclosa la final que es va perdre amb 4–0 davant l'AC Milan. Després de la Revolució Romanesa de 1989, Lung va anar a jugar a l'estranger a La Liga espanyola, al Logroñés, on en la seva única temporada al club, només va jugar 9 partits a la Lliga, després d'haver patit una lesió al genoll. El 1991, va tornar a Romania, primer a l'Electroputere Craiova, després a l'FCU Craiova amb qui va guanyar una copa i va fer la seva última aparició a la Divizia A el 24 d'octubre de 1993 en una derrota per 2-0 contra el FC Brașov. Silviu Lung té un total de 419 aparicions a la Divizia A i 58 a competicions europees, també el 1984 va ser el Futbolista Romanès de l'Any i el mateix any va ser nominat a la Pilota d'Or.
Posteriorment, ha seguit vinculat al món del futbol com assistent o entrenador de porters a equips com ara l'Universitatea Craiova o el Nagoya Grampus.

## Selecció
Lung va ser internacional amb Romania en 77 ocasions. Va participar en el Mundial de 1990 i a l'Eurocopa de 1984.